# عبد العزيز بن أحمد السديري
عبد العزيز بن أحمد بن محمد السديري (1327 - 1375هـ)، هو من رجال عبد العزيز آل سعود الذين كان لهم إسهام في مرحلة بناء الدولة؛ حيث أسندت إليه عدة مهمات سياسية وإدارية في وسط المملكة العربية السعودية وشمالها.

## مولده
ولد عبد العزيز بن أحمد (الثاني) بن محمد بن أحمد (الأول) بن محمد السديري، في الغاط سنة 1327هـ. ويذكر في مخطوطة له؛ أنه ربما ولد في نهاية سنة 1324هـ أو مطلع سنة 1325هـ، في مدينة الأفلاج؛ التي كان والده أميرًا عليها.

## تعليمه
تعلم في بداية الأمر عند معلمة تعلم البنات والأطفال الصغار، وكانت معلمة كبيرة في السن. وبعد ذلك انتقل إلى مدرسة الأولاد في جامع مدينة ليلى. وأراد عبد العزيز آل سعود ابتعاثه هو وأخويه: خالد ومحمد، للدراسة في مصر ولكن والدهم رفض ذلك.

## علاقته بالملك عبد العزيز
- ارتبط عبد العزيز السديري بالملك عبد العزيز بعلاقة عميقة؛ إضافة إلى علاقة القرابة بينهما. إذ إن والدة الملك عبد العزيز الأميرة سارة بنت أحمد الأول السديري هي عمة والد عبد العزيز السديري. وكذلك رابطة المصاهرة بينهما إذ تزوج الملك عبد العزيز بأخت عبد العزيز السديري، الأميرة حصه بنت أحمد السديري.[1]

- وثق به الملك عبد العزيز ورافقه إلى الحج في عام 1347هـ، وبعد ذلك أصبح ضمن مستشاريه في الرياض.
- شارك مع عبد العزيز آل سعود في معركة السبلة.
- أوكل إليه الملك عبد العزيز أمور عاملة زكاة أهل نجد من قبائل الدواسر وقحطان وسبيع.

## زوجاته
تزوج عبد العزيز السديري، مرتين:
- زوجته الأولى هي الجوهرة بنت سليمان بن تركي السديري، وأنجبت له سعود توفي صغيرا ونوره.
- زوجته الثانية هي الجوهرة بنت نايف بن سعد السديري، وأبناؤه منها:
- عبد الله
- سلطان
- نايف
- حصه
- سلطانه
- البندري
- نوف
- لولوه
- أحمد، توفي في عمر سنتين بسبب حمى الملاريا.
- سعود، توفي في مكة المكرمة وعمره 10 سنوات، خلال أداء مناسك الحج.

## المهام التي تولاها
- عُين أميرًا للجوف عام 1351هـ.
- ربطت به إمارة منطقة القريات عام 1354هـ، ثم عُين أميرًا عليها.
- أصبح مسؤولاً عن جميع الشريط الحدودي الشمالي الغربي للمملكة العربية السعودية عام 1357هـ.
- انتدبه الملك عبد العزيز للتحقيق مع كبار موظفي منطقة الجوف والإشراف على تسليم إمارة المنطقة لعبد الرحمن السديري سنة 1362هـ.
- أشركه الملك عبد العزيز في ترتيب أمور إمارة مقاطعة تبوك سنة 1366هـ بالتنسيق مع أمير المقاطعة خالد السديري.
- كان الملك عبد العزيز يستشيره بمقدار الراتب الذي يصرف لبعض أمراء المراكز في المنطقة.
- أُسند إليه ترؤس اللجان الخاصة بمشكلات الحدود مع العراق والأردن.
- أُسند إليه مقابلة المعتمد البريطاني في شرق الأردن؛ لمناقشة أمور تخص علاقات المملكة مع بريطانيا.
- أُسند إليه الاجتماع بالفريق جون كلوب، من أجل تحديد قيمة الليرة الذهبية الإنجليزية وذلك في عام 1357هـ، بعد حدوث اضطراب في سعر الريال الفرنسي وانتشار تزييفه.

## إمارة الجوف
في يوم الثلاثاء 16 ذي الحجة 1351 هـ، الموافق 11 أبريل 1933م عُين عبد العزيز السديري أميرًا على منطقة الجوف وربطت به إمارة منطقة القريات عام 1354هـ، إضافة لأعباء إمارة منطقة الجوف، وكانت منطقة القريات مرتبطة بالأمير عبد العزيز بن مساعد في حائل. فأصبح السديري مسؤولاً عنها ابتداءً من يوم السبت 12 ربيع الآخر 1354هـ.

## إمارة القريات
بعدما تولى إمارة الجوف وقام بمتابعة مختلف الأمور في منطقة القريات؛ عُين أميرًا لهذه المنطقة في عام 1357هـ؛ فأصبحت منذ ذلك الحين منطقة مستقلة بذاتها.
كانت منطقة القريات منطقة واسعة جدًا، تبدأ من نقطة المثلث الحدودي والتقاء الحدود السعودية العراقية الأردنية، فكان أول عمل يقوم به السديري في المنطقة تأسيس قصر طيني للإمارة؛ اتخذه فيما بعد مقرًا له ولعائلته ومجمَّعاً للدوائر الرسمية، فكان ذلك إعلاناً ببدء مرحلة البناء والتطوير.

## ترسيم الحدود السعودية الأردنية
عندما عُين السديري أميرًا لمنطقة القريات، أصبحت طبيعة عمله تحتم عليه التعامل والاتصال بالحكومات المجاورة؛ وعلى رأسهم المسؤولون البريطانيون والأردنيون والعراقيون والسوريون. فقد التقى ببعض المسؤولين البريطانيين في شرق الأردن، مثل فريق جون كلوب،. فاستطاع إزالة سوء التفاهم الذي كان عالقاً بين المملكة العربية السعودية وحكومة شرقي الأردن.

## ترسيم الحدود السعودية العراقية
في عام 1364هـ / 1945م أوكل إليه عبد العزيز آل سعود مهمة ترؤس لجنة النظر في مشاكل الحدود السعودية العراقية، وذلك كان بعد مباحثاته لمشاكل الحدود السعودية الأردنية.

## جهوده في الجوانب الحضارية

### في تأسيس الدوائر الحكومية
- أسس أول محكمة شرعية للقريات سنة 1358هـ/ 1939م.
- أنشأ بلدية منطقة القريات، وكان محمد بن عبد الله العويسي رئيساً لها.
- ربط مهمة التأشير على جوازات الداخلين للبلاد بأحمد العسيري، وبعد ذلك أُنيطت بالشرطة مهمة التأشير على جوازات القادمين، وكذلك إصدار تذاكر المرور لمن يريد الخروج من البلاد.

### في دعم التعليم والرقي به
- أنشأ الكتاتيب، حيث جعل جانباً من قصره الذي بناه في موضع النبك أبو نخلة بمنطقة القريات في عام 1358هـ، كُتَّاباً لتعليم أبناء المنطقة.
- تبرع بثلاث غرف لأول مدرسة حكومية في منطقة القريات، وهي (مدرسة القريات الابتدائية). وكان من طلاب تلك المدرسة سلطان بن عبد العزيز السديري.
- وفي سنة 1372هـ، بناء مبنى حجري خاص بمدرسة القريات -لا يزال هذا المبنى موجودًا في زاوية السوق النسائي وسط محافظة القريات-، واكتمل بناؤه في سنة 1373هـ، وافتتحه الملك سعود بن عبد العزيز عند زيارته لمنطقة القريات.
- وقد أشار عبد العزيز السديري على الملك عبد العزيز بصرف مبلغ وقدره أربعون ريالاً عربياً في الشهر لأبناء البادية، لتحفيزهم على الالتحاق بالمدرسة للتعلم.
- أنشأ مدرسة خاصة لأهالي قرية كاف عام 1369هـ / 1950م. وعُرفت باسم مدرسة كاف الأميرية.
- أنشأ مدرسة لأهالي حقل عام 1371هـ /1952م.
- في سنة 1371هـ/ 1952م، استقدم عبد العزيز السديري المعلمة فاطمة الخُّروبي من لبنان؛ لتُدرس بنات منطقة القريات وصرف لها راتباً. والتحق بهذه المدرسة بنات عبد العزيز السديري وغيرهن. ويشير العلامة الشيخ حمد الجاسر إلى أن بنات عبد العزيز السديري أصبحن يُشرفن على هذه المدرسة منذ عام 1373هـ، وأن هذه المدرسة تعد أول مدرسة لتعليم الفتيات في المملكة العربية السعودية.

### في تطوير الحياة الصحية
اشتهرت منطقة القريات بكونها موضعاً مليئاً بالعيون والسباخ الملحية، وهذا جعلها موطناً للبعوض الذي يحمل معه كثيرًا من الأمراض؛ وفي مقدمتها مرض الحمى (الملاريا)، وكان الكثير ممن تصيبهم الحمى من الأطفال والشيوخ يموتون. فلذلك كان لعبد العزيز السديري جهودًا واضحة ومحاولات للنهوض بالخدمات الصحية في المنطقة، فأول ما قام به:
- نقل العاصمة الإدارية لإمارة المنطقة من قرية كاف -التي كانت موطناً للمستنقعات والأوبئة- إلى موضع النبك أبو نخلة، المعروف بنقاء هوائه ولطافة أجوائه.
- كتب للملك عبد العزيز عن ضرورة وجود طبيب لديه صيدليتان إحداهما بالقريات والأخرى بالجوف. فوافق عبد العزيز آل سعود على ذلك.
- كما طلب من بعض المسؤولين في حكومة شرقي الأردن تسهيل عبور المرضى السعوديين المصابين بمرض مستعصٍ أو الذين هم بحاجة ماسة لإجراء عمليات جراحية كبيرة ويودون إجراءها في مدينة القدس.
- طلب من الملك عبد العزيز في بعض الحالات الاستثنائية بتكليف طبيب سوري عن طريق القنصلية السعودية بدمشق؛ ليقوم بزيارة المنطقة ومعالجة بعض الحالات الخاصة.
- قام عبد العزيز السديري بتأثيث المستوصف الصحي، وتوسعته بملحقات صحية أخرى. وكلف طبيب المستوصف بالقيام بجولات أسبوعية إلى قرى المنطقة وهِجَرِها.
- ويُعد مستوصف القريات أول مستوصف حديث في المنطقة، الذي أُنشئ في وقت تولي عبد العزيز السديري الإمارة عام 1371هـ / 1952م.

### في دعم النهضة العمرانية
- اختار موضعا متميزا وقابلا للتطور العمراني عندما اتخذ (النبك أبو نخلة) مقرًا للإمارة وهو المعروف الآن (بمحافظة القريات)، وبنى قصر الإمارة فيه، فكان أشبه ما يكون بقصر المُرَبَّع الذي بناه عبد العزيز آل سعود في الرياض. كما اهتم بتحسين الطرق الداخلية لمنطقة القريات، وخاصة الطرق التي تربط بين مراكز الحدود وبين إمارة المنطقة.
- وفي عمارة المساجد كان مسجد قرية كاف أقدم مسجد في المنطقة فأعاد عبد العزيز السديري بناءه عبد العزيز السديري، وفي عام 1372هـ / 1953م قام بإعادة ترميم سقف هذا المسجد. وكذلك مسجدا قريتي قرية إثرة ومنوة، وهما متشابهان إلى درجة كبيرة. وعندما انتقل مقر إمارة منطقة القريات من قرية كاف إلى موضع النبك أبو نخلة؛ قام عبد العزيز السديري ببناء مسجد النبك الشهير من الحجر وذلك عام 1366هـ /1947م.
- وفي عام 1363هـ / 1944م بناء مسجد من الحجر في مركز حقل.
- وفي عام 1373هـ / 1953م بناء مسجدين: أحدهما في مركز العيساوية والثاني في منفذ الحديثة.

ومع تطور الحياة الاقتصادية بعد ظهور واردات النفط وازدياد الرواتب والمخصصات المالية، تطور البناء العمراني في منطقة القريات. حيث استعمل كثيرٌ من الأهالي الحجر بدلاً من الطين. فسمح عبد العزيز السديري لأحد المعامل بافتتاح مصنع للبلاط في منطقة القريات وجلب عددًا من الدهانات إليه. وسمح لشركة (المتعهدون العموميون) لصاحبها فرحان مبارك وشركائه -في العاصمة اللبنانية بيروت- أن ترسل عددًا من عمالها المقاولين للقيام بأعمال المقاولة في منطقة القريات. كما استورد أسلاكا للكهرباء وبعض مواد البناء من مدينتي القدس وبغداد.

## جهوده في الجوانب الاجتماعية والاقتصادية

### جهوده مع المجتمع
في يوم السبت 19 جمادى الآخرة 1358هـ / الموافق 5 أغسطس 1939م أرسل عبد العزيز السديري إلى عبد العزيز آل سعود يخبره باكتمال بناء القصر ويستأذنه في انتقال الإمارة للمقر الجديد في النبك أبو نخلة، فكان رد الملك عبد العزيز عليه بأن ينزل عددا كبيرا من الأهالي معه في النبك. واجه السديري مشكلة امتناع كثير من أهالي قرى المنطقة من الانتقال من قراهم التي فيها بيوتهم وحوطهم إلى الموضع الجديد. ومن جانب آخر نجح في إقناع كثيرين من بادية المنطقة في استيطان النبك أبو نخلة معه فحفزهم بالمكافآت المالية المتزامنة مع توفر الخدمات الصحية والتعليمية. وتبنت الدولة تكاليف بناء بيوتهم وذلك من أجل تشجيعهم على الاستيطان. 

### جهوده في دعم التجارة والزراعة
- سعى في تمكين القوافل التجارية السعودية من المرور نحو سوريا عبر الأراضي الأردنية دون مشاكل.
- قام بتحويل نشاط بادية منطقة القريات من الرعي إلى الزراعة وذلك عندما عّم القحط البلاد.
- استقدم عددًا من الخبراء والمرشدين الزراعيين للمنطقة.
- استقدم المعدات والماكينات الزراعية مجاناً وذلك كمضخات استخراج المياه وآليات حفر الآبار، للاستفادة من المياة الجوفية. وأطلق عليه مشروع إنعاش البادية.
- وفي وقت إمارة عبد العزيز السديري استُقْطِبت لجان خبيرة في أمور الزراعة ومكافحة الجراد، واستقبلت منطقة القريات بعثتين إحداهما فلسطينية وأخرى مصرية لأجل هذا الغرض وكان ذلك في عام 1363هـ/1944م.
- وفي عام 1372هـ/1953م استقبلت المنطقة بعثة عراقية وسورية وفريقاً أردنياً للغرض نفسه.
- عُين الشيخ عبد الرحمن الحليسي وكيلاً لوزارة الزراعة يعاونه من الشباب المتخرجين من [[كليات الزراعة في مصر.
- في عام 1376هـ/1957م استبدل اسم الوزارة إلى وزارة الزراعة والمياه.[2]

## جهوده في دعم القضية الفلسطينية
- كان يرسل التقارير للملك عبد العزيز بخصوص القضية الفلسطينية وذلك قبل قيام حرب 1367هـ / 1948م.
- شهدت المنطقة تدفق العديد من الفلسطينيين الذين استقروا فيها أو عبروا من خلالها إلى العراق، فكان يتكفل بنفقات هؤلاء الفلسطينين من ميزانية الإمارة، وعندما أثقلت المصروفات كاهل الميزانية كتب للملك عبد العزيز يطلب منه توجيه وزارة المالية بأن تتكفل بنفقات هؤلاء الفلسطينيين وإرسالها لمنطقة القريات.
- أسند إليه الملك عبد العزيز مهمة عقد اجتماعات داخل المنطقة مع ممثلي الحكومة الفلسطينية وذلك لمناقشة الطرق المثلى لدعم هذه القضية.
- قاد المتطوعين وتحركوا من منطقة القريات بإشرافه حتى وصلوا الحدود السعودية الأردنية فعسكروا هناك.
- عمل كحلقة وصل لنقل السلاح من منطقة الجوف إلى سوريا.

## وفاته
توفي في جدة عام 1375هـ، ونقل جثمانه ودفن في مكة المكرمة.

## وصلات خارجية
- الأمير الجليل عبد العزيز بن أحمد السديري (رحمه الله) (1327-1375هـ).